# Generaal Foulkesweg
De Generaal Foulkesweg is een voormalige rijksstraatweg in de Nederlandse gemeente Wageningen. De weg, die een van de voornaamste assen van Wageningen vormt, begint op de Wageningse Berg bij het voetbalstadion en eindigt op het 5 Mei Plein, waar zich Hotel De Wereld bevindt.

## Historie
De huidige Generaal Foulkesweg is een onderdeel van de middeleeuwse route tussen Arnhem en Utrecht langs de noordoever van de Rijn, de tegenwoordige provinciale weg 225. De weg stond destijds bekend onder de naam Molenweg, genoemd naar de twee windmolens aan de voet van de Wageningse Berg nabij de vestingstad Wageningen.
De Molenweg kent een middeleeuwse historie als processieroute tussen de Johannes-de-Doperkerk in de vestingstad uit de 13e eeuw en diens voorganger, de latere Heilig-Kruiskapel op de Wageningse Berg.
In de 19e eeuw won de weg aan betekenis door de opname in het stelsel van rijksstraatwegen en de technische verbetering die dit met zich mee bracht. Bochten in de weg werden daarbij afgesneden. Bij de aanleg van de algemene begraafplaats aan de weg werd een van deze afgesneden bochten als toerit voor de begraafplaats gebruikt. Aan de weg lagen tevens verschillende landhuizen met omliggende parken, zoals Belmonte en Hinkeloord.
Een bovenlocale betekenis kreeg de Generaal Foulkesweg toen aan het einde van de 19e eeuw de gebouwen en arboreta van de voorlopers van Wageningen Universiteit aan deze weg geconcentreerd werden. Aan deze weg bevinden zich daardoor nog altijd de landelijk bekende gebouwen van Cornelis Jouke Blaauw en het universiteitsterrein De Dreijen. Ook de oude universiteitsbibliotheek Jan Kopshuis (verlaten in 2007) en de Aula van Wageningen Universiteit bevinden zich hier.
De voornaamheid die de aanleg van de rijksstraatweg met zich mee bracht, zorgde tevens voor een hoge dichtheid aan huizen van de hogere middenklasse, waaronder woningen voor hoogleraren. Aan de zuidzijde van de weg, tegen de helling van de Wageningse Berg, werd in het Interbellum een villawijk aangelegd.

## Nieuwe toekomst
Sinds de universiteit kort na 2000 de verplaatsing van haar activiteiten naar de noordzijde van de stad in gang zette, ligt er een grote herstructureringsopgave. Op Hinkeloord is reeds sprake van gecombineerde herbestemming van de oude gebouwen en nieuwbouw van kantoren en appartementen. De herstructurering van De Dreijen, al dan niet met behoud van een aantal monumentale gebouwen en parken, is inmiddels gestart.
De toekomst van het Belmonte Arboretum is veiliggesteld. Nadat de universiteit in 2012 het beheer had beëindigd is de zorg overgenomen door de Stichting Belmonte Arboretum.

## Naam
Tot na de Tweede Wereldoorlog heette de weg Rijksstraatweg. Als eerbetoon aan Charles Foulkes werd de weg in 1955 naar hem vernoemd. Alhoewel deze naam uitgesproken dient te worden als [Fawlks], is de lokale uitspraak [Foelkes] of [Folkes].

## Trivia
- De Generaal Foulkesweg kreeg in 2008 bekendheid als definitieve plek voor de Paal van Bernhard, een monument voor Prins Bernhard dat eerder voor grote hilariteit en protesten zorgde vanwege de associaties met een fallussymbool en kogel die het opriep. Het monument werd in het voorjaar van 2011 geplaatst bij W.S.V. Ceres aan het westelijke einde van de weg, terwijl in de aangrenzende aula het afscheid van Jelle Vervloet als Wagenings hoogleraar plaatsvond.[4]
- Twee van de drie grotere studentenverenigingen zijn aan de Generaal Foulkesweg gevestigd. Het gaat om W.S.V. Ceres en SSR-W.